# جوان بيك
جوان بيك (بالإنجليزية: Joan Beck)‏ هي مبارزة بالسيف أسترالية، ولدت في 1918 في Summer Hill, New South Wales ‏ في أستراليا، وتوفيت في 2014 في نيوساوث ويلز في أستراليا.